# Liste der Monuments historiques in Tournans
Die Liste der Monuments historiques in Tournans führt die Monuments historiques in der französischen Gemeinde Tournans auf.

## Liste der Objekte
| Bezeichnung                                 | Beschreibung                                                                                            | Standort                        | Kennzeichnung | Schutzstatus | Datum | Bild |
| ------------------------------------------- | --- | ------------------------------- | ------------- | ------------ | ----- | ---- |
| Grabstein für Jehan Blanchard de Montmartin | Stein, bezeichnet 1525                                                                                  | in der Kirche St-Maurice (Lage) | PM25001366    | Classé       | 1910  |      |
| Glocke                                      | Bronze, 1789 gegossen                                                                                   | in der Kirche St-Maurice (Lage) | PM25001367    | Classé       | 1942  |      |
| Skulptur Heilige Barbara                    | Holz, ehemals farbig gefasst, 16. Jahrhundert; in einem Privathaus deponiert (?)                        | in der Kirche St-Maurice (Lage) | PM25001368    | Classé       | 1938  |      |
| Kirchenausstattung                          | mehrere Konsolen, Lavabos und Wandtabernakel; Stein, 16. Jahrhundert; in einem Privathaus deponiert (?) | in der Kirche St-Maurice (Lage) | PM25001369    | Classé       | 1938  |      |